# Micropterix minimella
Micropterix minimella là một loài bướm đêm thuộc họ Micropterigidae. Nó được Heath miêu tả năm 1973. Nó được tìm thấy ở Mallorca.
Sải cánh dài 3.8 mm đối với con đực và 3.6 mm đối với con cái.
Nó được tìm thấy gần Brachypodium ramosum.